# سيدتنا من بزمار
هو مزار مريم العذراء في بزمار، لبنان.
تبعد بزمار 36 كيلومتراً شمال شرقي بيروت يرتفع بين 920 متراً إلى 950متراً فوق سطح البحر الأبيض المتوسط. هو جزء من قضاء كسروان. تعتبر بزمار منزلاً لدير الكنيسة الأرمنية الكاثوليكية التي بنيت عام 1749، وتبجل فيها صورة سيدتنا من بزمار.
تفاصيل الدير:-
من يراه يحسبه ديراً عادياً شبيهاً ببقية الاديار في لبنان. ولكن من يدخل اليه ويجول في ارجائه ويستمع الى شرح الآباء والرهبان يكتشف تاريخاً وحقبات منذ سنة ١٧٤٩ .

فدير بزمار الذي تأسس سنة ١٧٤٩ يضم كنيسة سيدة الانتقال الاثرية التي بنيت سنة ١٧٧١  تعلوها قبة تتوسطها اولى الساعات التي ثُبتت على كنيسة في لبنان ويعود تاريخها للعام ١٩٠٣ . وتضم الكنيسة ايقونات الرسل الاثني عشر والتي استقدمت من روما
ويحتوي دير بزمار على متحف تاريخي يحتفظ بمقتنيات قديمة للبطاركة والمطارنة، اضافة الى ذخائر عود الصليب وشوكة من اكليل يسوع المسيح
متحف الدير:-
المتحف الآخر فهو عبارة عن مكتبة قديمة جداً وقيّمة تحوي على كتب كنسية تاريخية ومخطوطات يتم ترميمها في مشغل خاص أُنشئ خصيصاً للمحافظة على تاريخ الكنيسة الارمنية وتاريخ اعتناق الشعب الارمني الديانة المسيحية سنة ٣٠١